# هامون درفشی‌پور
هامون درفشی‌پور (زادهٔ ۳۱ شهریور ۱۳۷۱ در کرمانشاه -) ورزشکار کاراته کُرد اهل ایران است که در تیم ملی کاراته ایران عضویت داشت.
وی در مسابقات کاراته قهرمانی جهان ۲۰۱۸ به مدال برنز وزن ۶۷ کیلوگرم دست‌یافت.
وی همچنین در مسابقات کاراته قهرمانی آسیا ۲۰۱۳ به مدال طلا وزن ۶۰ کیلوگرم دست‌یافت.
هامون درفشی پور یکی از چهار ورزشکار متولد ایران بود که با تأیید بورسیه کمیتهٔ ملی المپیک (IOC) در المپیک توکیو ۲۰۲۰، زیر پرچم تیم پناهندگان به مصاف رقبای خود رفتند.